# 短詩篇
《短詩篇》是十八篇傳統認爲由柏拉圖寫作的短詩，目前幾乎全部被公認爲僞作。其中一篇有名的短詩將女詩人莎芙比作「第十位繆斯」，這一稱號亦流傳於世：
Ἐννέα τὰς Μούσας φασίν τινες. ὡς ὀλιγώρως.

ἢν ἰδέ· καὶ Σαπφὼ Λεσβόθεν, ἡ δεκάτη.
有人說繆斯有九位。多麼大意！

瞧啊，還有來自萊斯博斯島的莎芙，第十位繆斯。